# Adam August Krantz
Adam August Krantz (* 6. Dezember 1808 in Neumarkt, Landkreis Neumarkt, Provinz Schlesien; † 6. April 1872 in Berlin) war ein deutscher Mineraloge, Mineralienhändler und Fossiliensammler.

## Leben
Krantz besuchte das Gymnasium in Breslau, ging in Goldberg im Riesengebirge in die Apothekerlehre und studierte ab 1832 an der Bergakademie Freiberg. Dort war er Schüler von Ferdinand Reich. Er sammelte Mineralien und machte das noch als Student zum Beruf. Ab 1833 begann er dort seinen Mineralien- und Fossilienhandel und zog 1837 nach Berlin. Er war erfolgreich und zog 1850 nach Bonn in eine eigens von ihm nach einem Entwurf des Berliner Architekten Eduard Knoblauch erbaute Villa am Rheinufer. Dort gründete er das spätere Rheinische Mineralien-Kontor. Er hatte dort Kontakt mit Alexander von Humboldt, Robert Bunsen, Carl Remigius Fresenius, Guido Sandberger und Gerhard vom Rath und internationale Kundschaft. Seine Firma besteht noch heute. Er war Mitglied der Gesellschaft Deutscher Naturforscher und Ärzte.
Krantz besuchte auch später viele Fundstellen selbst und veröffentlichte darüber, darunter über die Mineralienfundstellen auf Elba. Neben Mineralien befasste er sich auch mit Fossilien, besonders aus der Gegend um Bonn (ihm zu Ehren wurden auch viele der dortigen Fossilien benannt mit dem Zusatz krantzi).
Das Zuschlagen von Gesteinen auf eine handgroße Probenform wird als krantzen bezeichnet.
Von ihm stammt die Erstbeschreibung von Orangit, ein orangefarbenes Thorium-haltiges Mineral, das in Norwegen gefunden wurde. Das fossile Harz Krantzit ist nach ihm benannt.
Nach seinem Tod übernahm sein Schwiegersohn Theodor Hoffmann die Firma und verkaufte die Privatsammlung von Krantz von 14.000 Exemplaren an das Mineralogische Museum der Universität Bonn. Hoffmann leitete die Firma bis 1888 und wurde dabei vom Mineralogen Carl Hintze unterstützt. Danach übernahm der Neffe von Krantz, Friedrich Ludwig Robert Krantz (1859–1926) das Unternehmen. Er änderte den Firmennamen auch in Dr. F. Krantz. Rheinisches Mineralien-Kontor.